# Chloraea galeata
Chloraea galeata är en orkidéart som beskrevs av John Lindley. Chloraea galeata ingår i släktet Chloraea och familjen orkidéer. Inga underarter finns listade i Catalogue of Life.